# Fouradi
Fouradi was een Nederlands hiphopduo, en bestond uit de broers Mohamed en Brahim Fouradi.

## Biografie
De broers groeiden op in Amsterdam. De naam van de groep is afkomstig van hun achternaam 'Fouradi'. In 2005 tekenden de broers een driejarig contract bij platenmaatschappij Walboomers. Eind 2006 bracht de groep de debuutsingle 1 ding uit, die werd geproduceerd door Mitch Crown. De debuutsingle kwam in de Nederlandse Top 40 binnen op nummer 32 en bereikte plaats nummer 11. In de Single Top 100 bereikte het plaats nummer 8. 
In 2013 deed Fouradi mee aan het Koningslied, uitgebracht voor de inhuldiging van toenmalig kroonprins Willem-Alexander als koning. De broers  maken inmiddels zelf geen muziek meer en in ieder geval Brahim Fouradi werkte eerst in dienst voor andere managementbureaus. Sinds 2017 vormen de broers een eigen management genaamd La Foux voor rappers zoals Josylvio en Sevn Alias.

## Discografie

### Albums
| Album met eventuele hitnotering(en) in de Nederlandse Album Top 100 | Datum van verschijnen | Datum van binnenkomst | Hoogste positie | Aantal weken | Opmerkingen |
| ------------------------------------------------------------------- | --------------------- | --------------------- | --------------- | ------------ | ----------- |
| De favoriete schoonzoons                                            | 26-01-2009            | -                     |                 |              |             |

### Singles
| Single met eventuele hitnotering(en) in de Nederlandse Top 40 | Datum van verschijnen | Datum van binnenkomst | Hoogste positie | Aantal weken | Opmerkingen                                                                 |
| ------------------------------------------------------------- | --------------------- | --------------------- | --------------- | ------------ | --------------------------------------------------------------------------- |
| 1 Ding                                                        | 14-10-2006            | 27-01-2007            | 11              | 7            | Nr.8 in de Single Top 100                                                   |
| 1 Ding (Jumpmasters remix)                                    | 2007                  | -                     |                 |              | Nr. 95 in de Single Top 100                                                 |
| Flipmuziek                                                    | 29-05-2007            | 28-07-2007            | 33              | 3            | Nr. 18 in de Single Top 100                                                 |
| Een nacht met jou                                             | 01-04-2008            | 26-04-2008            | 29              | 5            | Nr. 19 in de Single Top 100                                                 |
| Bij je zijn                                                   | 2008                  | 05-07-2008            | tip14           | -            | met Yes-R / Nr. 36 in de Single Top 100                                     |
| Gemengde gevoelens                                            | 2009                  | 17-01-2009            | tip10           | -            | met Kim-Lian / Nr. 17 in de Single Top 100                                  |
| Gefocust                                                      | 2009                  | 16-06-2009            | -               | -            |                                                                             |
| Ping                                                          | 2010                  | 24-04-2010            | tip11           | -            | Nr. 20 in de Single Top 100                                                 |
| Stiekem                                                       | 2011                  | -                     |                 |              | met Lange Frans / Nr. 96 in de Single Top 100                               |
| Koningslied                                                   | 19-04-2013            | 27-04-2013            | 2               | 4            | als onderdeel van Nationaal Comité Inhuldiging / Nr. 1 in de Single Top 100 |

| Single met hitnotering(en) in de Vlaamse Ultratop 50 | Datum van verschijnen | Datum van binnenkomst | Hoogste positie | Aantal weken | Opmerkingen                                    |
| ---------------------------------------------------- | --------------------- | --------------------- | --------------- | ------------ | ---------------------------------------------- |
| Gefocust                                             | 2009                  | 10-10-2009            | 42              | 2            |                                                |
| Koningslied                                          | 2013                  | 11-05-2013            | 41              | 1            | als onderdeel van Nationaal Comité Inhuldiging |

### Overige singles
| Singles                                 |
| --------------------------------------- |
| Alles wat we hadden                     |
| Blijf                                   |
| Casablanca                              |
| De eerste stap                          |
| De kamelentrein (met Jochem van Gelder) |
| Helemaal met Monsif                     |
| Het meisje van mijn dromen              |
| Hou me vast (met Fabiënne Bergmans)     |
| Hotel                                   |
| Huiselijk geweld                        |
| Ik ben terug                            |
| Ik ben weer terug                       |
| Ik mis je                               |
| Ik weet wat je wil                      |
| Ik wil een chick                        |
| In een korte tijd                       |
| Marokkaanse schoonheid                  |
| Mijn schat                              |
| Mijn droom                              |
| Mijn lady                               |
| Mijn lady 2010 (met Damaru)             |
| Mijn visie                              |
| Mijn zina                               |
| Niemand anders                          |
| Palestina                               |
| Puberteit                               |
| Rollen met de beste                     |
| Sneeuw voor de zon                      |
| Space (met Fabiënne Bergmans)           |
| Tuned Off (met Fabiënne Bergmans)       |
| Wat ik wil                              |
| Wat wil je horen                        |
| Zeg me wat je wil                       |
| Zo Fly                                  |
| Stiekem Remix met (Keizer & Ome Omar)   |